# 大里王統
大里王統（おおさとおうとう）は、南山王国の王統。
前期は島添大里（現南城市大里。大里城跡）に、後期は島尻大里（現糸満市北部。南山（高嶺）城跡）を本拠とした。
なお、承察度（ショウサット。ウフサト＝大里ともいう）は在位が60年と長く、明に朝貢した承察度は汪英紫の甥であることから北山の怕尼芝（ハネジ）と同じように代々続いた名前と思われる。
- 初代　承察度　1337年-1398年（3代は続いたと思われる）
- 二代　汪英紫　1398年-1402年（承察度の叔父）
- 三代　汪応祖　1402年-1413年（汪英紫の次男）
- 四代　達勃期　1413年-1414年（汪英紫の長男）
- 五代　他魯毎　1415年-1429年（汪応祖の長男）

八重瀬按司汪英紫（オウエイシ。エージ＝八重瀬ともいう）は、1388年以降には自らも明に朝貢船を送っていることから、この頃から山南の領域では、二重王国体制（大里王統と八重瀬按司）であり、内紛や中山との外寇もうち続いたと推測できる。
更に、1398年に朝鮮で亡命した山南王温沙道なる人物が亡くなっていることから、温沙道は承察度の事とも、汪英紫に敗れたとも言われている。
なお、汪応祖（オウオウソ）は実兄の達勃期（タフチ）に殺されているが、達勃期自身が王位に就いていたかは不明である。
最後の王である他魯毎（タルミイ。タルモイ＝太郎思いの当て字？、もしくはトゥーミ＝豊見か）は一般的には汪応祖の長男といわれているが、尚巴志の長男という説や朝鮮に亡命した承察度の子であるという説もある。
　近年、漢文学者石井望は、福建漢字音で承察度が新里（しんざと）、汪英紫氏が「おんあんじすい」（大按司添）、汪応祖が「おんあんず」（大按司）、英祖が「あんず」（按司）であるとして、南山王統について新解釈を試みている。